# 普羅斯佩·梅里美

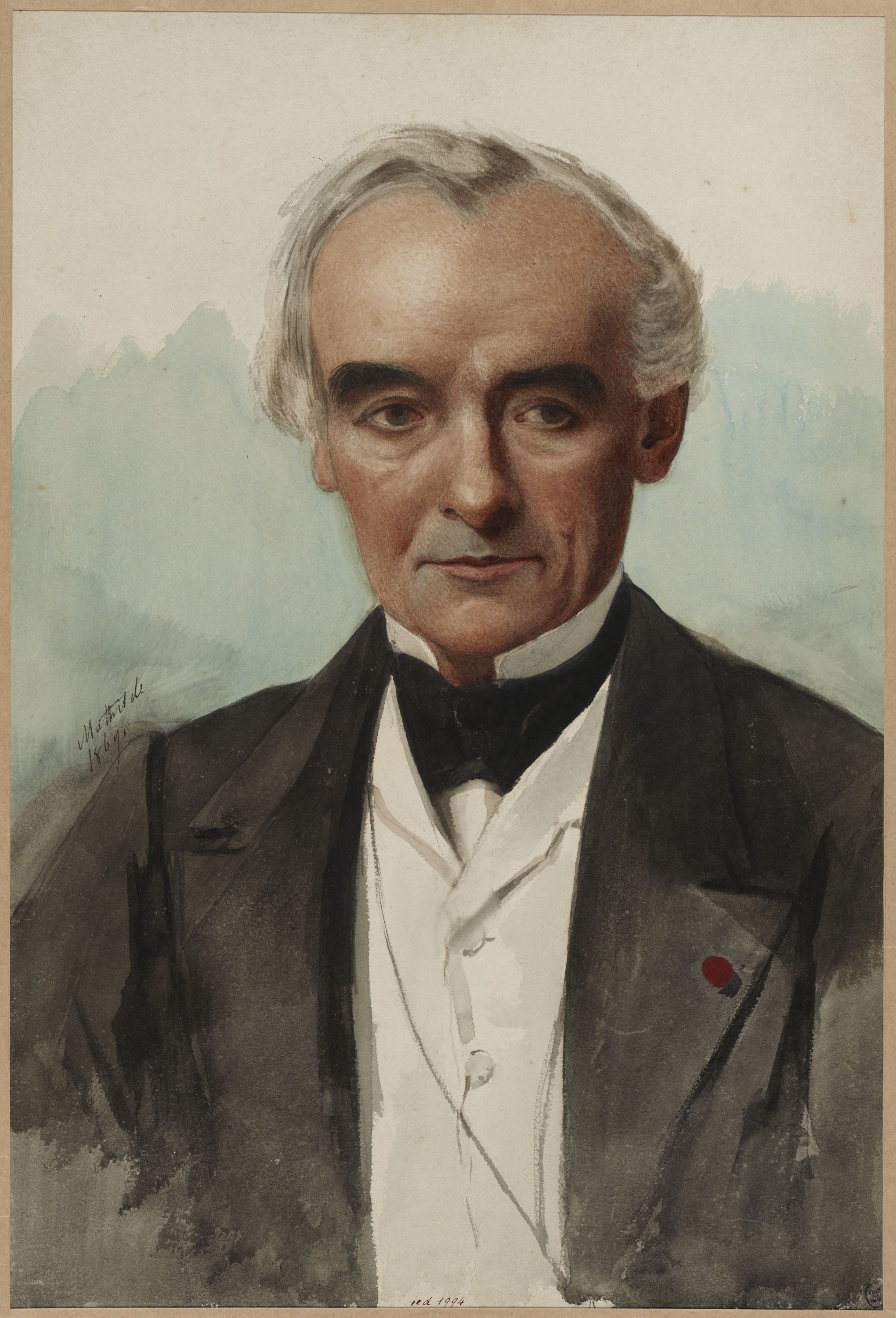
普罗斯佩·梅里美

普罗斯佩·梅里美（法語：Prosper Mérimée，法語發音：[pʁɔspɛʁ meʁime]；1803年9月28日—1870年9月23日），法国现实主义作家，中短篇小说大师，剧作家，历史学家。

## 生平与创作
梅里美生于法国巴黎一个知识分子家庭，家境富裕。父亲在巴黎综合理工学院从事文物保护的研究，母亲是一名美术教师。1819年梅里美进入巴黎大学学习法律，同时喜欢音乐。他通晓掌握了英语、西班牙语、意大利语、俄语、希腊语与拉丁语，并对古典文学哲学和各国的神秘思想多有涉猎。1823年大学毕业后，他在商业部任职，工作之余经常出入文学团体，结识了司汤达、夏多布里昂等作家，自己也开始将写作作为业余爱好。1829年他发表了长篇小说《查理九世时代轶事》，内容为“圣巴托罗缪之夜”。1829年梅里美写出了《马铁奥·法尔科内》，故事精彩，人物形象鲜明，成为他的代表作品之一。他再接再厉，在同一年又完成了两篇杰作《塔芒戈》与《费德里哥》。
1834年梅里美被任命为历史文物总督察官，他曾和朋友维欧勒·勒·杜克一起设计了古建筑重建方案。他漫游了西班牙、英国、意大利、希腊及土耳其等国。在对当地文物进行考察之余，他广泛接触各阶层民众，了解轶闻趣事，民间风俗，写了大量的游记，同时积累了小说创作的素材。1844年他被选入法兰西文学院，1848年接替夏尔·诺蒂埃入选法兰西学术院。
梅里美终身衣食无忧，学识渊博，是法国现实主义文学中鲜有的学者型作家。他文字底蕴深厚，虽然不具备司汤达、巴尔扎克等人的锐利批判锋芒，但他在小说中将瑰丽的异域风光，引人入胜的故事情节和性格不循常规的人物结合起来，形成鲜明的画面，是法国现实主义文学中难得一见的手笔，所以仅以十几个短篇就奠定了在法国文学史上颇高的地位。他的代表作《卡门》经法国音乐家比才改编成同名歌剧而取得世界性声誉，“卡门”这一形象亦成为西方文学史上的一个典型。

## 主要作品
- 马铁奥·法尔科内（1829）
- 高龙巴（1840）
- 卡门（1845）